# Biserica reformată din Făgăraș
Biserica reformată din Făgăraș este un monument istoric aflat pe teritoriul municipiului Făgăraș, pe Bd. Unirii la numărul 17. În Repertoriul Arheologic Național, monumentul apare cu codul 40287.07.
Biserica a fost construită între anii 1712 și 1715, după ce o biserică mai veche, aflată pe teritoriul actualului centru al municipiului, fusese distrusă.

## Galerie de imagini

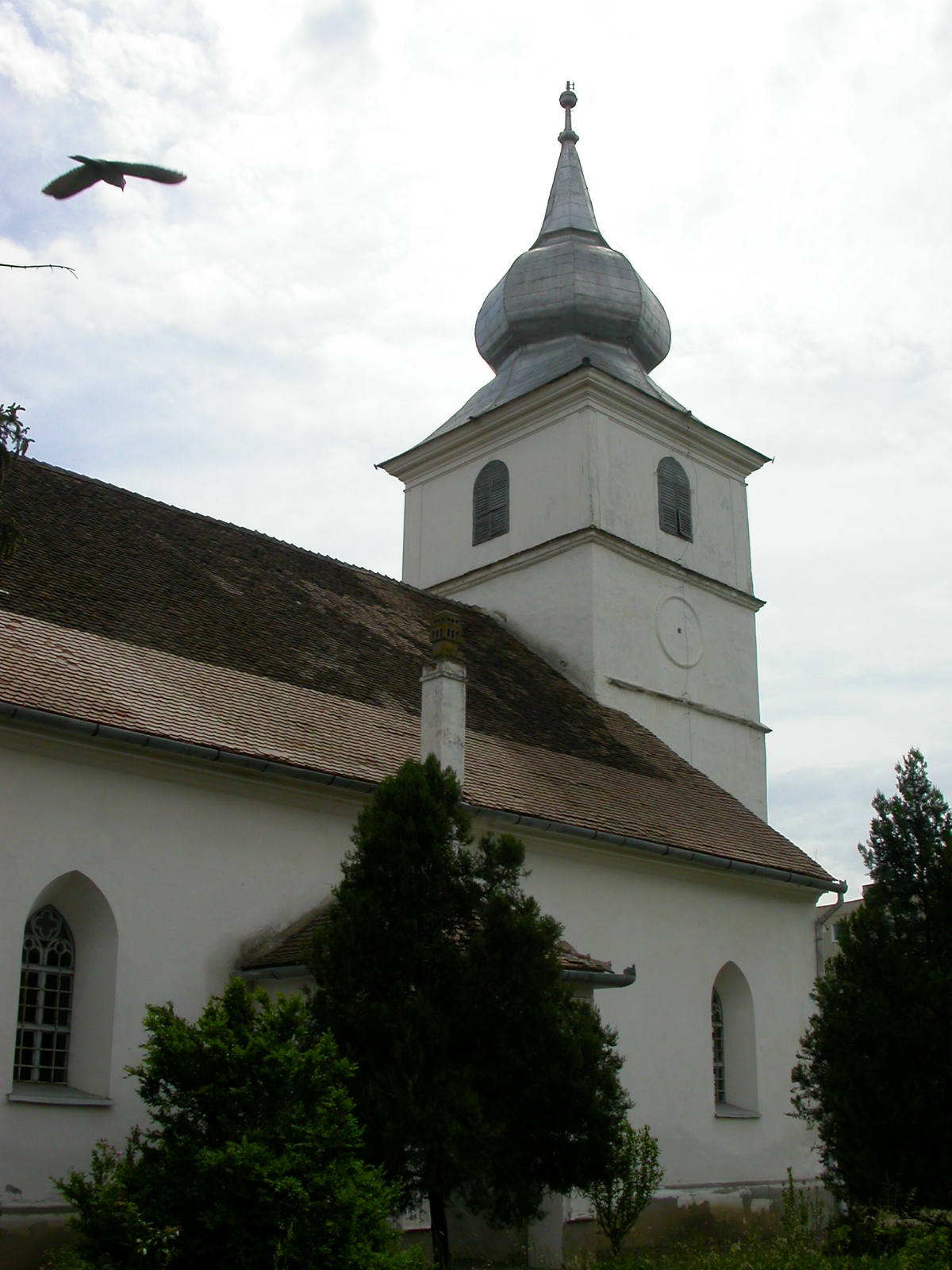
Biserica reformată din Făgăraș